# Spring Boot
Spring Boot – otwartoźródłowy framework Java służący do tworzenia samodzielnych aplikacji produkcyjnych opartych na Spring Framework. Zawiera zestaw wybranych bibliotek ułatwiających rozpoczynanie pracy z nowym projektem i późniejsze zarządzanie zależnościami. Spring Boot  wykorzystuje strategię Convention Over Configuration co ma minimalizować czas na wprowadzenia zmian w konfiguracji Springa. Dodatkowo framework zapewnia wstępnie skonfigurowany projekt według dobrych praktyk ustalonych przez jego twórców i z wybranymi bibliotekami innych firm, co ma dodatkowo uprościć rozpoczęcie pracy z projektem.
Spring Boot można używać do tworzenia mikrousług, aplikacji internetowych i aplikacji konsolowych.

## Cechy
- Możliwość użycia jednego z wbudowanych serwerów aplikacji internetowych: Tomcat, Jetty lub Undertow[8].
- Zapewnia startowe pliki konfiguracyjne (POM) dla narzędzia do kompilacji: Maven albo Gradle(inne języki)[9][10].
- Automatyczna konfiguracja aplikacji Spring[11].
- Opcjonalne wsparcie dla języków Kotlin i Apache Groovy oprócz Javy[2][12].